# Smogóry (gromada)
Smogóry (od 1 I 1958 Ośno Lubuskie) – dawna gromada, czyli najmniejsza jednostka podziału terytorialnego Polskiej Rzeczypospolitej Ludowej w latach 1954–1972.
Gromady, z gromadzkimi radami narodowymi (GRN) jako organami władzy najniższego stopnia na wsi, funkcjonowały od reformy reorganizującej administrację wiejską przeprowadzonej jesienią 1954 do momentu ich zniesienia z dniem 1 stycznia 1973, tym samym wypierając organizację gminną w latach 1954–1972.
Gromadę Smogóry z siedzibą GRN w Smogórach utworzono – jako jedną z 8759 gromad na obszarze Polski – w powiecie sulęcińskim w woj. zielonogórskim na mocy uchwały nr V/24/54 WRN w Zielonej Górze z dnia 5 października 1954. W skład jednostki wszedł obszar dotychczasowej gromady Drogomin w ze zniesionej gminy Sulęcin w powiecie sulęcińskim oraz obszary dotychczasowych gromad Smogóry, Grabno, Lubień i Trześniów ze zniesionej gminy Ośno Lubuskie w powiecie rzepińskim w tymże województwie. Dla gromady ustalono 16 członków gromadzkiej rady narodowej.
Gromadę zniesiono 1 stycznia 1958 w związku z przeniesieniem siedziby GRN ze Smogór do Ośna Lubuskiego i zmianą nazwy jednostki na gromada Ośno Lubuskie.